# Tingena thalerodes
Tingena thalerodes är en fjärilsart som först beskrevs av Edward Meyrick 1916b.  Tingena thalerodes ingår i släktet Tingena och familjen praktmalar. Inga underarter finns listade i Catalogue of Life.